# Ordem do Discurso
A ordem do Discurso (em francês: L'Ordre du discours) é um livro que traz a versão integral do texto que Michel Foucault deveria enunciar em 2 de Dezembro de 1970  em sua aula inaugural e, simultaneamente, sua posse no Collège de France na nova cátedra criada para substituir aquela que tinha como titular Jean Hyppolite, morto em outubro de 1968. Foucault havia sido eleito em 12 de abril de 1970 para ocupar a nova cátedra. Tal obra pode ser considerada um texto de ligação entre as obras, datadas da década de 1960, como História da loucura (1961 revisado em 1972), As Palavras e as coisas  (1966), A Arqueologia do saber (1969), centradas predominantemente na análise das condições de possibilidade das ciências humanas.
A aula inaugural foi proferida por Michel Foucault em 1970 no Collège de France, quando sucedeu a Jean Hyppolite na cátedra de “História dos sistemas de pensamento”. Na dita lição, ele não dá uma visão geral genealógica como no resto de suas obras. Ou seja, que busca compreender as táticas e estratégias utilizadas pelo poder, elencará todos os procedimentos utilizados para conjurar os poderes e os perigos da fala. O objetivo será o anúncio da importância do discurso em sua dimensão de materialidade e acontecimento singular. Portanto, não traçará à forma de Nietzsche um projeto de enunciação do desenvolvimento de certas estruturas subjacentes ao nosso pensamento, que agem ao serem esquecidas.

A tese inicial de Foucault diz respeito ao controle das falas: 
Em toda sociedade, a produção do discurso é ao mesmo tempo controlada, selecionada e redistribuída por um certo número de procedimentos cuja função é afastar poderes e perigos, dominar o acontecimento aleatório e evitar sua pesada e temível materialidade.

## Conceitos básicos
Para compreender a Ordem do Discurso de Foucault , é preciso ter em mente alguns conceito-chave de seu pensamento. A primeira delas é o poder que segundo o filósofo é “uma vasta tecnologia que atravessa o conjunto das relações sociais; uma maquinaria que produz efeitos de dominação a partir de um certo tipo peculiar de estratégias e táticas específicas”. O poder percorre horizontalmente e se torna atitudes, gestos, práticas e produz efeitos, porém não está localizado e eternamente fixo, nunca está nas mãos ou propriedade de determinados indivíduos, classes ou instituições.
Junto com a ideia de poder, está o conceito de discurso; ambos se relacionam e configuram um trinômio em articulação com o saber: o discurso permite a legitimação do poder e institucionaliza o saber; entre saber e poder se constrói "uma política geral da verdade", "a qual se encarrega de diferenciar os enunciados falsos dos verdadeiros, de sancionar discursos alternativos e definir técnicas e procedimentos adequados a obtenção da verdade que interessa ao poder".

## Procedimentos de controle e exclusão do discurso
Foucault apresenta a hipótese de que, em toda sociedade, a produção de discursos é controlada com o objetivo de: 1. exoricizar-lhe os poderes e os perigos, 2. diminuir-lhe a força de eventos incontroláveis; 3. esconder as reais forças que materializam a constituição social. Para tanto, o pensador francês teoriza que são utilizados procedimentos externos ou internos.

### Processos externos
Estes são os que se exercem de fora e funcionam como sistemas de exclusão, na medida em que dizem respeito à parte do discurso que põe em jogo o poder e o desejo. Os três grandes sistemas desse tipo são: a palavra proibida, a separação da loucura e da razão e a vontade de verdade.
Limitações impostas pela sociedade à produção de discursos. Vêm de fora e neles interferem. Dividem-se em três: interdição da palavra, segregação da loucura e vontade de verdade.
- Interdição da palavra: definição do que pode ser dito em cada circunstância. Divide-se em três: tabu do objeto (exemplo: suicídio na mídia), ritual da circunstância e direito privilegiado ou exclusivo de quem fala.[3]
- Segregação da loucura: o discurso do louco, segundo Foucault, "não pode transmitir-se como o dos outros": ou ele é tido como nulo, ou é dotado de poderes especiais, como de prever o futuro.[3]

- Vontade de verdade: a vontade de verdade e as instituições que a cercam exercem pressão sobre a produção discursiva. Ele cita como exemplo a subordinação da Literatura Ocidental ao verossímil e ao natural impostos pela Ciência.[3]

### A palavra proibida
A palavra proibida é o procedimento mais óbvio e familiar, ou seja, “sabe-se que não se tem o direito de dizer tudo, que não se pode falar de tudo em nenhuma circunstância, que ninguém, enfim, não pode falar de nada”.  Como parte desse sistema, são colocados em jogo três tipos de proibições que se cruzam, reforçam ou se compensam, formando uma malha complexa em constante modificação: (1) Tabu do objeto. (2) Ritual da circunstância. (3) Direito exclusivo ou privilegiado do sujeito falante. Da mesma forma, Foucault destaca que é nas regiões da sexualidade e da política que essa malha é “mais apertada” e que, por essas proibições que recaem sobre o discurso, é possível encontrar claramente seu vínculo com o desejo e o poder:
O discurso — a psicanálise nos mostrou — não é simplesmente o que manifesta (ou encobre) o desejo; é também o objeto do desejo; e como — a história não deixa de nos ensinar isso — o discurso não é simplesmente aquilo que traduz as lutas ou sistemas de dominação, mas aquilo pelo qual, e por meio do qual se luta, aquele poder que se quer conquistar.

### A separação entre loucura e razão
A separação da loucura e da razão é um sistema de separação e rejeição. Foucault historiciza esse sistema contrastando-o em seu funcionamento na Idade Média e na contemporaneidade. Durante a Idade Média , o louco era aquele cuja fala não podia circular como a dos outros, pois sua palavra é considerada nula e sem efeito, portanto não continha nem verdade nem importância, razão pela qual nem era possível que servisse para testemunhar ou autenticar algo: da mesma forma a partir de sua palavra a loucura será reconhecida e ele será segregado. Do final do século XVIII, muda-se a maneira como a palavra do louco é separada: agora é necessário todo um "quadro de saberes" para decifrar essa palavra, assim como toda uma rede de instituições (médico, psicanalista). Em outras palavras, "a linha de separação, longe de ser apagada, atua de outra forma, em linhas diferentes, por meio de novas instituições e com efeitos que não são os mesmos".

### A vontade de verdade
A vontade de verdade está relacionada com o tipo de separação que rege a nossa vontade de saber que atravessou vários séculos de história e que está a conformar um sistema de exclusão de carácter histórico, modificável e institucionalmente coercivo. Devido à sua propriedade histórico-modificável, vê-se que no tempo dos gregos ( século VI ) o verdadeiro discurso era aquele que era dito por quem tinha o direito e segundo o ritual exigido, além de não apenas anunciar o futuro, mas também contribuiu para a sua realização; então a verdade superior do discurso teria que ser deslocada do que era e fez para residir no que dizia, ou seja, a verdade passou do ato de enunciação para o próprio enunciado. Por fim, destaca que a vontade de saber amparada por uma base e distribuição institucional tende a exercer pressão e uma espécie de poder coercitivo sobre outros discursos da sociedade. 

### Processos internos
Nelas, os próprios discursos exercem seu próprio controle e se caracterizam por servirem de princípios de classificação, ordenação e distribuição para dominar a dimensão do discurso relativa ao que acontece e ao acaso. A este título pertencem o comentário, o autor e a organização em disciplinas.
São aqueles que partem do próprio discurso com a função de classificar, ordenar e ditar sua distribuição. Dizem respeito às dimensões de acontecimento e do acaso do discurso.
- Comentário: há um desnível entre os discursos recorrentes ("são ditos"), constantemente revisitados, e os corriqueiros ("se dizem"). Aos que recorrem a outros maiores, dá-se o nome de comentário. Através desse desnível há a possibilidade da criação de diversos discursos, onde os comentários, independentemente de sua aparente novidade, hão sempre de ser uma repetição do texto primeiro.[3]
- Autor: não deve ser entendido como o indivíduo que produz o discurso, mas sim como um "princípio de agrupamento do discurso", um recorte desse indivíduo. É pela função do autor que o indivíduo irá distinguir o que escrever ou não, o que entrará para sua obra dentro de tudo aquilo que ele diz todos os dias.[3]
- Disciplinas: princípio que se dá pela delimitação de um "campo de verdade" onde o discurso deve inserir-se . Esse campo diz respeito às regras impostas para a construção de um discurso em um determinado campo de conhecimento (como o da botânica ou da medicina que dizem respeito à sua construção) bem como a "um domínio de objetos, um conjunto de métodos, um corpo de proposições consideradas verdadeiras, um jogo de regras e de definições, de técnicas e de instrumentos" necessários para sua aceitação dentro do "verdadeiro" de determinada disciplina.[3]

### O comentário
O comentário é aquele que tem a tarefa de  finalmente dizer o que foi silenciosamente articulado ao longe […] . De fato, há um nivelamento dos discursos entre aqueles que "se dizem" no próprio ato que foi pronunciado e aqueles discursos que vão indefinidamente além de sua formulação (são ditos), permanecem ditos e ainda estão por ser ditos); em nossa cultura esses textos são: textos religiosos ou jurídicos, textos literários e – até certo ponto – textos científicos. Da mesma forma, o comentário limitou a aleatoriedade do discurso através do jogo de uma identidade que teria a forma de repetição e do mesmo.

### O autor
O autor é entendido como o agrupamento do discurso, como origem e unidade de seus significados, como foco de sua coerência. Isso tem significado diferente de acordo com o período e o tipo de discurso em que se situa, por exemplo, desde o século XVII no discurso científico essa função foi obscurecida de modo que o nome serve apenas para designar um teorema ou teoria. Esse princípio limita o acaso pelo jogo da identidade que tem a forma da individualidade e do eu.

### A organização das disciplinas
A organização das disciplinas é aquela capaz de atualizar constantemente as regras do discurso, ela se opõe à primeira porque é o que é necessário para a construção de novos enunciados e a segunda por sua forma de construção de um sistema anônimo alheio àquele que foi seu inventor. Da mesma forma, para formar uma disciplina, é necessário direcioná-la para um determinado plano de objetos, poder inscrever-se em um certo tipo de horizonte teórico e estar “na verdade” (“um está na verdade apenas obedecendo às regras de um discursivo 'policial' que deve ser reativado em cada um de seus discursos”).

## Procedimentos de rarefação do sujeito

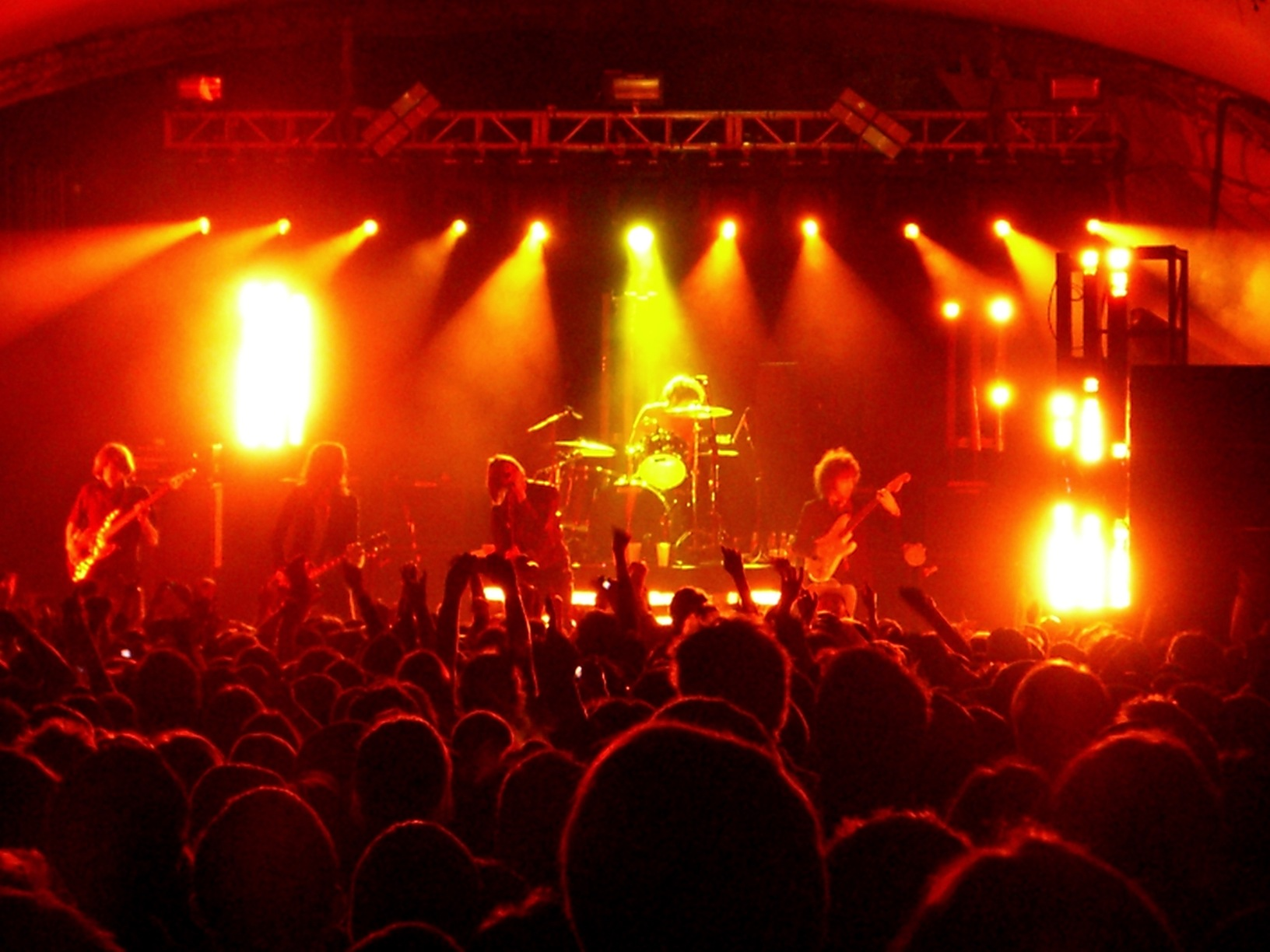
Um show de rock é um exemplo de ritual, pois há uma série de procedimentos que acompanham o discurso

Foucault aponta a existência de um terceiro grupo de procedimentos que permitem o controle do discurso. Estas determinam as condições de seu uso, impõem certos tipos de regras aos indivíduos que as dizem e, dessa forma, não permitem que todos tenham acesso a elas.
Foucault apresenta três processos que agem sobre os sujeitos que proferem os discursos, com o objetivo de determinar condições para o emprego de discursos, impor regras aos indivíduos que os produzem e limitar o acesso ao seu conteúdo.
- Ritual: define a qualificação dos que pronunciam o discurso, além dos gestos, comportamentos, circunstâncias e o conjunto de sinais que devem acompanhá-lo. Um exemplo são os discursos religiosos e judiciários que, utilizando rituais para fixar os sujeitos falantes e a eficácia de suas palavras, criam um efeito preestabelecido sobre aqueles a quem se dirigem. Aquele que define a qualificação que devem ter os indivíduos que falam, os gestos, os comportamentos, as circunstâncias e todo o conjunto de sinais que devem acompanhar o discurso, além de estabelecer a eficácia suposta ou imposta das palavras.[3]
- Sociedade de discurso: as sociedades de discurso produzem e conservam discursos, porém o número de indivíduos que os falam tende a ser limitado e a distribuição de seus conteúdos é sujeita a regras estritas.[3]
- Doutrinas: a doutrina, ao contrário, tende a difundir-se. A única condição necessária para pertencer a esse tipo de discurso é aceitar uma certa regra de conformidade com seu conteúdo. Porém, da mesma maneira que ela liga indivíduos a uma mesma enunciação, ela lhes afasta de todos os outros.  As doutrinas são aquelas que questionam os enunciados dos sujeitos que falam, vinculando-os a determinados tipos de enunciados e, consequentemente, proibindo qualquer outro; porém, utiliza, em reciprocidade, certos tipos de enunciação para vincular os indivíduos uns aos outros e, assim, diferenciá-los dos demais; “A doutrina faz uma dupla submissão: a dos sujeitos que falam aos discursos, e a dos discursos ao grupo, pelo menos virtual, dos indivíduos que falam”.[3]
- Apropriação social dos discursos (educação): é como Foucault classifica o sistema educacional. Atualmente, todos os indivíduos têm acesso aos mais diversos tipos de discurso, porém a distribuição deles ainda segue as linhas marcadas politicamente pelas distâncias, oposições e lutas sociais.  Apesar da educação servir de instrumento para que todo indivíduo possa acessar qualquer tipo de discurso, sabe-se que em sua distribuição, no que permite e no que impede, segue oposições e lutas sociais. "Todo sistema educacional é uma forma política de manter ou modificar a adequação dos discursos, com os saberes e poderes que eles implicam."[3]
- Rarefação da fala: nem todas as partes da fala são igualmente acessíveis e ininteligíveis, algumas são obviamente protegidas (diferenciadas e diferenciantes).[3]
- “Sociedades do discurso”: são aquelas cuja missão é preservar ou produzir discursos, mas que os circulam em um espaço fechado, distribuindo-os segundo regras estritas, ou seja, regulam a apropriação do sigilo e da não-trocabilidade.[3]

## O programa de Foucault
Foucault mostra seu método de trabalho, apresentando alguns princípios que orientariam as tarefas dele à frente da cátedra História dos Sistemas de Pensamento.
- Inversão: consiste em reconhecer nas fontes tradicionais de discursos - como o autor, a disciplina e a vontade de verdade - o papel de limitar e recortar o discurso.
- Descontinuidade: não existe um grande discurso ilimitado que está escondido pelos procedimentos de controle. Os discursos são praticas descontínuas que podem se ignorar ou se excluir.
- Especificidade: o discurso não é um jogo de significações prévias nem cúmplice do nosso conhecimento, mas sim uma violência imposta às coisas e uma prática a elas imposta.
- Exterioridade: não se deve ir do discurso ao seu núcleo interior, mas sim partir do próprio discurso para as condições externas de possibilidade.[3]

Foucault considera que quatro noções devem ser o princípio regulador da análise e que aparecem em oposição às outras que tradicionalmente dominaram a história das ideias: o acontecimento à criação, a série à unidade, a regularidade à originalidade e a condição de possibilidade de sentido.

## Análise dos discursos
Duas perspectivas que devem ser usadas em conjunto para uma análise completa:
- Perspectiva crítica: põe em ação o princípio da inversão. Procura distinguir os meios de exclusão, limitação e apropriação do discurso. Também investiga como esses meios se formaram, a que necessidades vieram responder, como se modificaram durante o tempo, qual a limitação que realmente exerceram e em que medidas foram modificadas.[3]
- Perspectiva genealógica: põe em ação os três outros princípios. Analisa como foi a formação das séries de discurso (se por intermédio, apoio ou apesar dos sistemas de exclusão), qual foi a norma específica que as nortearam e quais foram as suas condições de aparecimento, crescimento e variação.[3]

Foucault menciona que algumas pesquisas que poderiam ser feitas giram em torno das proibições que afetam o discurso da sexualidade, discursos que dizem respeito à riqueza e pobreza, moeda, produção e comércio, bem como aqueles que tratam da herança.

## Como reverter os procedimentos de controle
Foucault aponta que apesar de essa sociedade parecer tão respeitosa com o discurso (logofilia), por trás disso está o medo de que, se quisermos analisar suas condições, seu jogo e seus efeitos, é preciso repensar a vontade de verdade, restituir ao discurso seu caráter de acontecimento e, por fim, apagar a soberania do significante. Para conseguir isso, é necessário seguir alguns procedimentos:
(1) Ruptura: reconhecer naquelas figuras que são consideradas a fonte dos discursos o jogo negativo de um corte e uma rarefação do discurso.
(2) Descontinuidade: Os discursos devem ser tratados como práticas descontínuas que se cruzam, às vezes justapõem, mas também podem ser ignoradas e excluídas.
(3) Especificidade: para não resolver o discurso como um conjunto de significados prévios, ele deve ser visto como uma prática que nos é imposta.
(4) Exterioridade: não ir do discurso ao seu núcleo interior e oculto, ao cerne de um pensamento ou de um sentido que nele se manifestaria; mas, partindo do próprio discurso, de sua aparência e de sua regularidade, para ir em direção às suas condições externas de possibilidade, ao que dá origem à série aleatória desses eventos e que estabelece os limites.

## Literatura Referencial
ARAUJO, Alex Pereira de. Para ler A ordem do discurso de Michel Foucaul: To read The Discourse on Language of Michel Foucault: Lire l'ordre du discours de Michel Foucaul.PDF
ARAUJO, Alex Pereira de .A ordem do discurso de Michel Foucault: 50 anos de uma obra que revelou o jogo da rarefação dos sujeitos e a microfísica dos discursos. Revista Unidad Sociologica, Buenos Aires, ano 5, nº19, junho-setembro, 2020.
FOUCAULT, Michel. L'ordre du discours: Leçon prononcée au Collège de France le 2 décembre 1970. Paris: Éditions Gallimard, 1971.